# 蘇庫塔
蘇庫塔是西非國家岡比亞的城鎮，由西部區負責管轄，位於該國西部岡比亞河南岸，毗鄰該國最大城市薩拉昆達，鎮內有兩處營地，2010年人口估計約17,094。
13°25′N 16°42′W / 13.417°N 16.700°W